# Meyer Werft

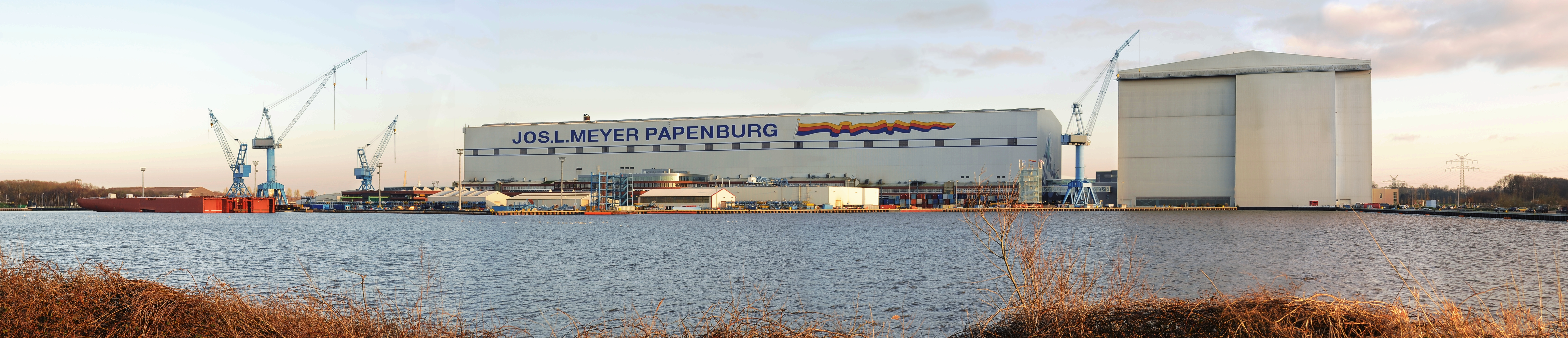
De hallen van de Meyer Werft, geheel rechts de deur van Halle 6 en links Halle 5

De Meyer Werft is een Duitse scheepswerf in Papenburg, aan de Eems. Het heeft scheepswerven in Rostock en sinds medio 2014 ook in het Finse Turku.

## Geschiedenis
De Meyer Werft werd in 1795 opgericht en is nu in bezit van de zevende generatie van de familie Meyer. Sinds 1997 maakt Meyer Werft onderdeel uit van de Meyer Neptun Group, samen met de Neptun Werft uit Rostock. Van de twintig scheepswerven die in 1920 in Papenburg waren gevestigd is de Meyer Werft als enige overgebleven.
In september 2014 hebben Meyer Werft en de Finse staat het gehele aandelenkapitaal van STX Finland van STX Europe overgenomen. De Duitse mededingingsautoriteit heeft na controle de aankoop goedgekeurd en de werf heeft de financiering rond gekregen. De nieuwe naam van de werf is Meyer Turku en ligt in het zuidwesten van Finland. Meyer Werft heeft 70% van de aandelen en is hoofdverantwoordelijk voor de activiteiten op de werf. De andere 30% van de aandelen is in handen van de Finse staat. TUI AG heeft in 2014 twee cruiseschepen bij de werf besteld waarmee de werkgelegenheid op de Finse werf voor enige tijd is zeker gesteld. Door de overdekte hallen in Papenburg en de ligging aan de rivier is er een limiet op de omvang van de schepen die in Duitsland gebouwd kunnen worden. De werf in Turku ligt direct aan open zee en hier zijn geen restricties voor de grootte van de cruiseschepen.
Door de coronapandemie raakte het bedrijf in financiële problemen. De cruisevaart kampte met fors dalende passagiersaantallen en de cruisebedrijven stelden de levering van nieuwe schepen uit. Meyer Werft kreeg hierdoor minder geld binnen terwijl de kosten wel doorliepen. Medio 2024 volgde een overeenstemming met de vakbonden over een personeelsreductie en Nedersaksen is bereid de werf financieel te helpen. Om deze steun mogelijk te maken heeft Meyer al ingestemd met de eis om het hoofdkantoor weer terug te verhuizen naar Duitsland. Meyer besloot in 2015 om het hoofdkantoor in Luxemburg te vestigen om geen raad van toezicht te hoeven instellen. 
Disney Cruise Line bestelde in augustus 2024 vier nieuwe cruiseschepen bij de werf. Disney is al lange tijd klant bij de werf. De vier schepen worden tussen 2027 en 2031 opgeleverd. Met deze order is Meyer verzekerd van werk tot 2031 en het orderboek is hiermee gestegen tot 11 miljard euro.

## Activiteiten
De Meyer Werft is vooral bekend van de bouw van grotere cruiseschepen, maar ook gastankers zijn al lang een specialiteit. Bij krapte in de cruise-orders worden ook containerschepen gebouwd. De bouw vindt plaats in twee overdekte bouwdokken, Halle 5 en Halle 6, die tot de grootste ter wereld behoren. Een derde grote hal wordt gebruikt voor het snijden van de staalplaten. 
| Omschrijving | Halle 5 Baudock 1                | Halle 6 Baudock 2                |
| ------------ | -------------------------------- | -------------------------------- |
| Lengte       | 370 m                            | 504 m                            |
| Breedte      | 101 m                            | 125 m                            |
| Hoogte       | 60 m                             | 75 m                             |
| Lengte dok   | 358 m                            | 482 m                            |
| Breedte dok  | 40 m                             | 45 m                             |
| Kranen       | 1x 600 ton 4x 30 ton 6x 12,5 ton | 1x 800 ton 4x 60 ton 6x 16,0 ton |

In Finland heeft Meyer een meerderheidsbelang in Meyer Turku.

## Ligging aan de Eems
De bouw van steeds grotere schepen op een locatie ver stroomopwaarts aan een relatief smalle en ondiepe Eems, maakte het transport van de nieuwbouwschepen naar zee steeds moeilijker. In een vooraf gedetailleerd voorbereide operatie, een zogenaamde "Emsüberführung", worden de schepen bij hoogwater achterwaarts naar zee gesleept, waarbij diverse hindernissen gepasseerd worden. Allereerst wordt het schip in Papenburg door de "Dockschleuse" gesleept, de sluisdeur die het havengebied rond de werf kan afsluiten zodat ook in dat kleinere gebied al een tijdelijk hogere waterstand verkregen kan worden. Stroomafwaarts worden twee bruggen, de Friesenbrücke bij Weener en de Jann-Berghaus-Brücke bij Leer, gepasseerd, waarbij een deel van de Friesenbrücke door een drijvende bok tijdelijk wordt weggenomen. Dankzij de bouw van de Eemskering kan ook het water op een groot deel van de rivier tijdelijk hoger gezet worden. Ook de kering zelf moet daarna omzichtig gepasseerd worden. Zowel de transporten over de Eems als ook de werf zelf trekken tienduizenden bezoekers per jaar. Na het wegslepen worden de schepen tijdelijk in een zeehaven afgemeerd, waar de laatste hand aan de bouw wordt gelegd en waarvandaan de proefvaarten plaatsvinden. Diverse keren koos Meyer Werft hierbij voor de Nederlandse Eemshaven.

## Selectie van schepen

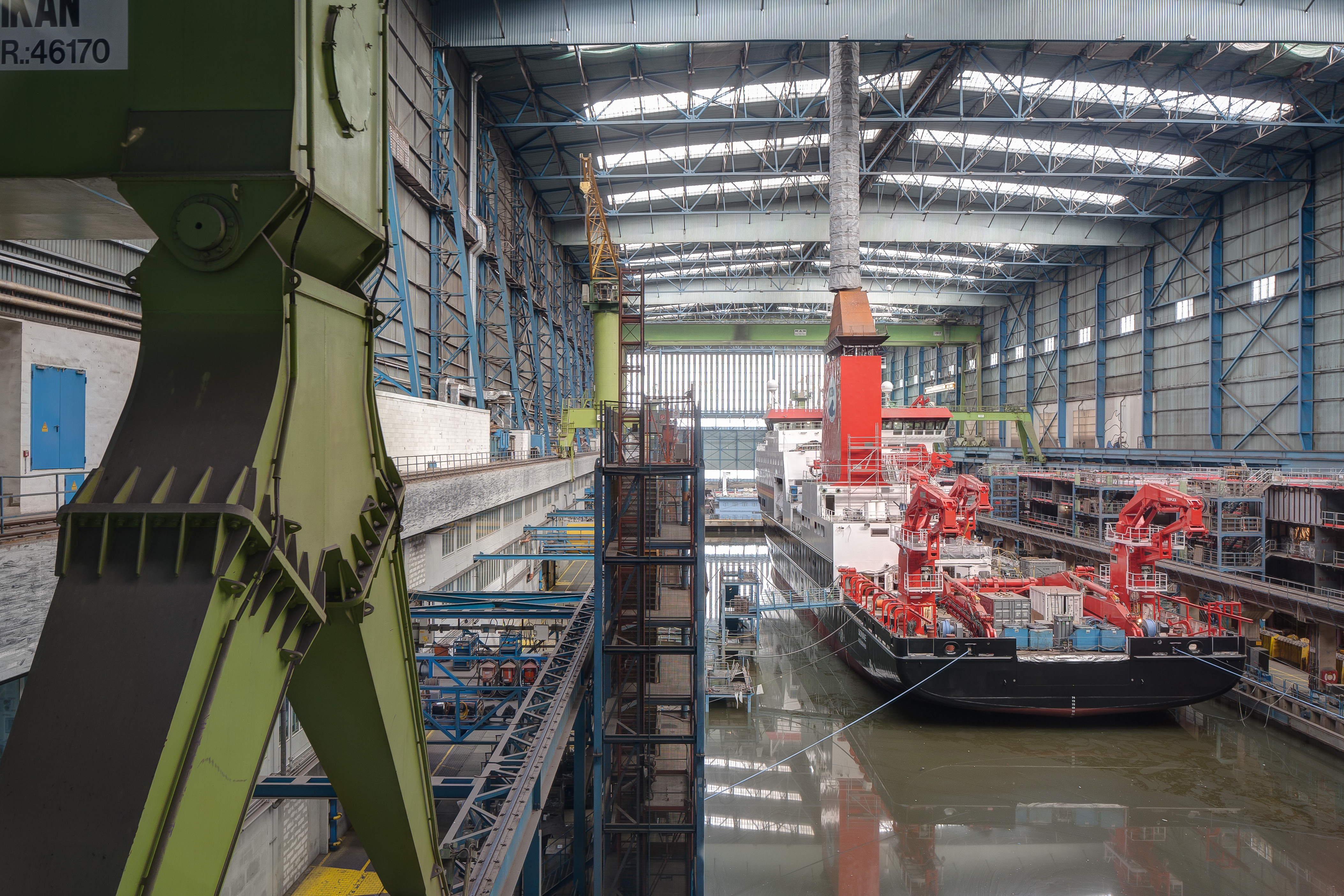
Onderzoeksschip Sonne in Baudock 1

- 2019 Costa Smeralda (Costa Cruises) 185.010 brz
- 2016 Ovation of the Seas (Royal Caribbean Cruise Line) 168.660 brz
- 2015 Anthem of the Seas (Royal Caribbean Cruise Line) 166.500 brz
- 2014 Sonne (project sonne)
- 2014 Quantum of the Seas (Royal Caribbean Cruise Line) 166.500 brz
- 2013 Norwegian Getaway 143.800 brz
- 2012 Norwegian Breakaway 143.800 brz
- 2012 Disney Fantasy (Disney Cruise Line) bouwnummer 688
- 2011 Disney Dream (128.000 brt, Disney Cruise Line) bouwnummer 687
- 2010 Celebrity Eclipse (122.000 brt, Celebrity Cruises)
- 2010 AIDAblu (71.300 brt, AIDA Cruises) bouwnummer 680
- 2009 Celebrity Equinox (122.000 brt, Celebrity Cruises)
- 2009 AIDAluna (69.200 brt, AIDA Cruises)
- 2008 Celebrity Solstice (122.000 brt, Celebrity Cruises)
- 2008 Gunung Dempo (14.030 brt)
- 2008 AIDAbella (68.500 brt, AIDA Cruises) bouwnummer 666
- 2007 Norwegian Gem (93.500 brt, Norwegian Cruise Line) bouwnummer 670
- 2007 AIDAdiva (69.200 brt, AIDA Cruises)
- 2006 Norwegian Pearl (93.530 brt, Norwegian Cruise Line) bouwnummer 669 (eerste cruiseschip met een Bowlingbaan)
- 2006 Pride of Hawaii (93.558 brt, Norwegian Cruise Line) bouwnummer 668 (sinds 2008 Norwegian Jade)
- 2005 Norwegian Jewel (93.502 brt, Norwegian Cruise Line) bouwnummer 667
- 2004 Jewel of the Seas (90.090 brt, Royal Caribbean Cruise Line) bouwnummer 658
- 2004 Pont Aven (41.748 brt, Brittany Ferries) bouwnummer 650
- 2004 Labobar (15.136 brt)
- 2003 Serenade of the Seas (90.090 brt, Royal Caribbean Cruise Line) bouwnummer 657
- 2002 Brilliance of the Seas (90.090 brt, Royal Caribbean Cruise Line) bouwnummer 656
- 2002 Norwegian Dawn (92.250 brt, Norwegian Cruise Line)
- 2001 Radiance of the Seas (90.090 brt, Royal Caribbean Cruise Line) bouwnummer 655
- 2001 Norwegian Star (91.740 brt, Norwegian Cruise Line) bouwnummer 648
- 1999 SuperStar Virgo (75.338 brt, Star Cruises) bouwnummer 647
- 1998 SuperStar Leo, omgedoopt in Norwegian Spirit (75.338 brt, Norwegian Cruise Line) bouwnummer 646
- 1998 Aurora (76.000 brt, P&O Cruises) bouwnummer 640
- 1997 Mercury (77.713 brt, Celebrity Cruises) bouwnummer 639
- 1996 Galaxy (77.713 brt, Celebrity Cruises) bouwnummer 638
- 1995 Century (70.606 brt, Celebrity Cruises) bouwnummer 637
- 1995 Oriana (69.153 brt, P&O Cruises) bouwnummer 636
- 1993 Europa (59.912 brt) bouwnummer 627
- 1992 Zenith (47.255 brt, Celebrity Cruises) bouwnummer 620
- 1990 Horizon (46.811 brt, Celebrity Cruises) bouwnummer 619
- 1988 Crown Odyssey (34.242 brt, Royal Caribbean Cruise Line) later voor Orient Lines, tegenwoordig omgedoopt in Norwegian Crown (Norwegian Cruise Line) bouwnummer 616
- 1985 Homeric (42.092 brt, Home Line) bouwnummer 610 In 1990 40 meter verlengd en herdoopt in Westerdam (53.872 brt, Holland America Line), later herdoopt in Costa Europa (Costa Crociere)
- 1980 Viking Sally (15566 brt) bouwnummer 590 Als Estonia, in 1994 gezonken in de Oostzee.
- 1979 Diana II av Slite (11671 brt) bouwnummer 592
- 1978 Frisia II (827 brt) bouwnummer 589
- 1975 Azteca (6823 brt) bouwnummer 575
- 1974 Stella Scarlett(4174 brt) bouwnummer 574
- 1974 Viking 5 (5286 brt) bouwnummer 573
- 1974 Puerto Vallarta (7005 brt) bouwnummer 571
- 1973 Viking 4 (4477 brt) bouwnummer 570
- 1973 Ursula (2369 brt) bouwnummer 569
- 1973 Coromuel (7234 brt) bouwnummer 568
- 1972 Diana (4152 brt) bouwnummer 566
- 1972 Viking 3 (4299 brt) bouwnummer 565
- 1971 Svea Scarlett (2957 brt) bouwnummer 564
- 1971 Regula (2318 brt) bouwnummer 563
- 1970 Viking 1 (4239 brt) bouwnummer 562
- 1970 Frisia I (840 brt) bouwnummer 561
- 1970 Apollo (4238 brt) bouwnummer 560
- 1969 Vikingfjord (3777 brt) bouwnummer 545
- 1968 Frisia VI (547 brt) bouwnummer 541
- 1968 Betula (2291 brt) bouwnummer 532
- 1965 Hammershus (3050 brt, Dampskibsselskabet paa Bornholm af 1866) bouwnummer 533
- 1965 Langeland (907 brt) bouwnummer 530
- 1965 Frisia V (627 brt) bouwnummer 529
- 1964 Münsterland (735 brt, AG Ems) bouwnummer 523
- 1964 Malmø (1280 brt) bouwnummer 522
- 1963 Bornholmerpilen (1999 brt, Dampskibsselskabet paa Bornholm af 1866) bouwnummer 516
- 1962 Frisia VIII (319 brt) bouwnummer 514
- 1960 Frisia III (478 brt) bouwnummer 500
- 1960 Ostfriesland (775 brt, AG Ems) bouwnummer 495
- 1958 Kommodore Rolin
- 1957 Frisia II (470 brt) bouwnummer 482
- 1953 Frisia IV (413 brt) bouwnummer
- 1949 Frisia XV (209 brt) bouwnummer 434
- 1935 Frisia X (322 brt) bouwnummer 403
- 1928 Frisia I (504 brt) bouwnummer 377
- 1927 Langeoog IV (75 brt) bouwnummer 371
- 1915 Feuerschiff Amrumbank (Deutsche Bucht), ligt als museumschip in de havenstad Emden
- 1913 Graf Goetzen, nu Liemba, nog steeds in dienst
- 1909 Prinz Heinrich (212 brt) bouwnummer 240